# Kosa
Kosa hatte als Maß zwei verschiedene Bedeutungen: das Kosa als Längenmaß und die Kosa als Flächenmaß.

## Längeneinheit
Das Kosa war ein Längenmaß in Birma. Es war nicht im gewöhnlichen Gebrauch.
- 1 Kosa = 20 Oke thapas = 2800 Taongs (Elle) = 1358,37 Meter[2]
- 4 Kosas = 1 Gawot

## Flächeneinheit
In Serbien war die Kosa ein Flächenmaß für Wiesenland. 
- 1 Kosa = 0,218 Hektar[3]